# Metropolie Imvros a Tenedos
Metropolie Imvros a Tenedos je jedna z metropolií Konstantinopolského patriarchátu, nacházející se na území Turecka.

## Historie
Imvros odpovídá dnešnímu ostrovů Gökçeada a Tenedos odpovídá ostrovu Bozcaada v dnešním Turecku.
O samostatné diecézi (eparchie) Imbros nemáme žádné informace.
Diecéze Tenedos se datuje už do 4. století avšak oficiální zmínka v Notitiae Episcopatuum konstantinopolského patriarchátu se objevuje až v 10. století.
Ve 14. století se sídlo zapisuje jako metropolitní.

## Současnost
Sídlem metropolitů je ostrov Gökçeada, kde se nachází katedrála Zesnutí přesvaté Bohorodice. Současným metropolitou je Kyrillos (Sykis).
Současný titul metropolitů je; Metropolita Imvrosu a Tenedosu, hypertimos a exarcha Egejského moře.
Pod metropolii patří tyto chrámy;
- Komunita Panagia Imvros
  - Chrám Zesnutí přesvaté Bohorodice (Gökçeada)
  - Chrám Nebeských mocností beztělesných (Franzi)
  - Chrám Matky Boží ochránkyně poutníků

- Komunita sv. Theodora
  - Chrám svatého Jiří (Gökçeada-Çanakkale)
  - Chrám Zesnutí přesvaté Bohorodice
  - Chrám svatého Demetria

- Komunita Schoinoudion
  - Chrám svaté Mariny (Dereköy)
  - Chrám Zesnutí přesvaté Bohorodice

- Komunita Agridia
  - Chrám Zvěstování Panny Marie (Tepeköy)

- Komunita Glyky
  - Chrám Zesnutí přesvaté Bohorodice (Eskibademli)

- Komunita Evlampion
  - Chrám svaté Barbory (Gökçeada-Çanakkale)

- Komunita Kastron
  - Chrám svaté Mariny (zničen)
  - Chrám svatého Mikuláše (zničen)

- Komunita Tenedos
  - Chrám Zesnutí přesvaté Bohorodice (Bozcaada-Çanakkale)